# Drake London
Drake London, né le 24 juillet 2001 à Moorpark en Californie, est un joueur américain professionnel de football américain qui évolue au poste de wide receiver. Depuis 2022, il évolue avec les Falcons d'Atlanta en National Football League (NFL).

## Biographie

### Carrière universitaire
Lors de sa saison freshman, London débute 13 parties, réceptionnant 39 passes pour 567 yards et 5 touchdowns,,.

### Carrière professionnelle
Il est sélectionné par les Falcons d'Atlanta au 8e choix global lors de la draft 2022 de la NFL. Il est le premier wide receiver sélectionné lors de la draft.